# كارل أوغست فاغرهولم
كارل أوغست فاغرهولم (Karl-August Fagerholm؛ سيونتيو، 31 ديسمبر 1901 - هلسنكي، 22 مايو 1984) رئيس وزراء فنلندا ثلاث مرات (1948-1950 ، 1956-1957 ، 1958) كما ترأس البرلمان الفنلندي . أصبح فاغرهولم رئيس الحزب الديمقراطي الاشتراكي بعد هدنة في حرب الاستمرار. كفنلندي ناطق بالسويدية ذو توجه إسكندنافي، آمن أنه يكون أكثر لطعم قيادة الاتحاد السوفياتي من سلفه فاينو تانر. تميزت فاغرهولم لكن في فترة ما بعد الحرب الوظيفي من قبل المعارضة الشديدة من جانب الكرملين على حد سواء والشيوعيين المحليين.

## روابط خارجية
- كارل أوغست فاغرهولم على موقع IMDb (الإنجليزية)
- كارل أوغست فاغرهولم على موقع الموسوعة البريطانية (الإنجليزية)
- كارل أوغست فاغرهولم على موقع مونزينجر (الألمانية)